# Pelleninae
Pelleninae è una Sottofamiglia di ragni appartenente alla Famiglia Salticidae dell'Ordine Araneae della Classe Arachnida.

## Distribuzione
Le tre tribù oggi note di questa sottofamiglia sono diffuse in Africa, Eurasia e Oceania; solo 13 specie del genere Pellenes sono endemiche dell'America settentrionale e del Messico.

## Tassonomia
A maggio 2010, gli aracnologi sono concordi nel suddividerla in tre tribù:
- Bianorini (6 generi)
- Harmochirini (4 generi)
- Pellenini (7 generi)